# Momir Rnić
Momir Rnić (født 1. november 1987 i Zrenjanin) er en serbisk håndboldspiller som spiller for Rhein-Neckar Löwen og det serbiske herrelandshold.